# Álvaro de Saavedra Céron

Mapa se zakreslenou trasou Álvara Saavedry

Álvaro de Saavedra Céron (?? Španělsko – říjen 1529 Tichý oceán poblíž Marshallových ostrovů) byl španělský mořeplavec, bratranec Hernána Cortése. Účastnil se tažení Balboy v Panamě. Byl první, který navrhl stavbu průplavu přes šíji, později byl zástupcem guvernéra ve Veracruzu.

## Plavba přes Tichý oceán
V roce 1527 byl vyslán s Cortézem, aby nalezl přímou cestu z Mexika k Molukám, aby nakoupil koření a jejich sazenice a pokusil se je převézt do Mexika. Měl rovněž pátrat po osudu Garcia Loaisy. Na konci října roku 1527 se vydal z Acapulka se třemi loděmi, dvě se krátce na to oddělily a zůstaly pohřešovány. Saavedra plul severně od rovníku, dotkl se severních Marshallových ostrovů a podél Guamu dorazil k Mindanao, kde opravil loď a pokračoval k ostrovu Tidore, kam doplul v březnu 1528. Zde našel a osvobodil zbytek Loaisova mužstva. Naložil koření a v červnu nastoupil zpáteční cestu, plul podél severního pobřeží Nové Guineje, kterou nazval Isla del Oro (Zlatý ostrov) k Admiralitním ostrovům a východním Karolinám, ale pro nepříznivé větry se musel vrátit na Tidore. Následující rok pokus opakoval, dostal se s lodí až na severovýchod od Marshallových ostrovů, zde však v říjnu roku 1529 zemřel.
Ani jeho nástupci se nepodařilo překonat nepříznivě oceánské větry a loď se vrátila na Tidore, kde byla zajata Portugalci. Saavedra nalezl přímou plavební dráhu z Mexika na Filipíny a Moluky, avšak jeho pokusy přeplout Tichý oceán zpět ztroskotaly na neznalosti režimu větrů v Tichém oceáně. Přeplout Tichý oceán opačným směrem se podařilo až Fray Urdanetovi.